# Pogona vitticeps
Il drago barbuto (Pogona vitticeps Ahl, 1926) è un sauro della famiglia Agamide endemico delle regioni aride e semiaride dell'Australia centrale.

## Descrizione

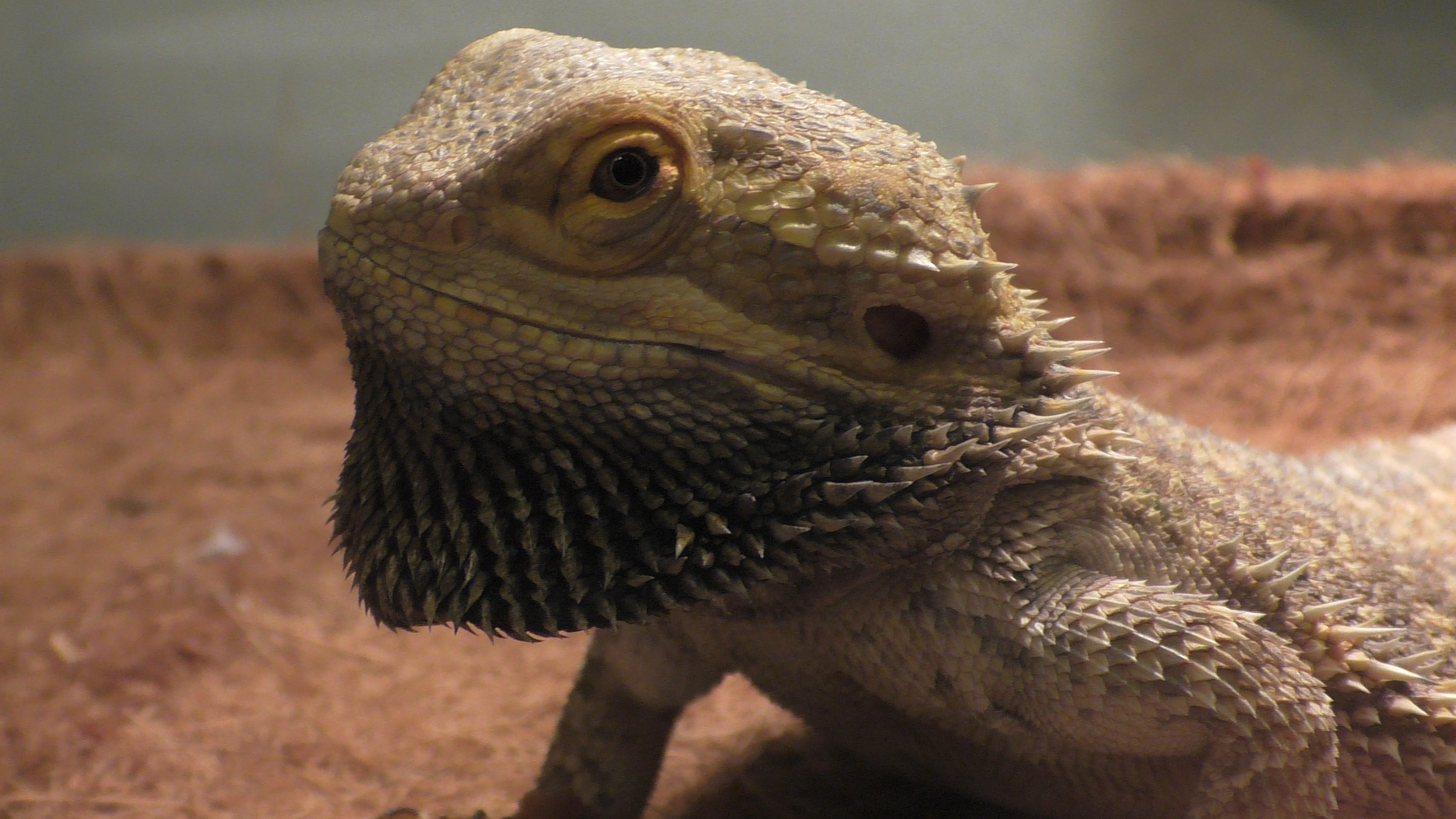
Dettaglio della barba in espansione.

I draghi barbuti prendono il loro nome comune dalle squame scure e appuntite presenti nella zona sotto il mento, le quali, soprattutto nei maschi, ricordano una barba quando la espandono per intimidire i predatori. Presentano dimorfismo sessuale: i maschi sono più grandi e possiedono una "barba" più scura e visibile, testa più larga, pori femorali più evidenti e apertura cloacale più grossa. Solitamente la livrea è bruno-giallastra con qualche macchia più scura per mimetizzarsi meglio nei deserti. La lunghezza compresa la coda si aggira attorno ai 50-60 cm da adulti; da giovani arrivano a 30 cm, ma alla nascita non superano gli 8 cm.
Ci sono molti diversi tipi di draghi barbuti. Se stai pensando di acquistare un drago barbuto dall'allevatore, è probabile che offrirà uno o più dei seguenti tipi di drago barbuto.
- Draghi barbuti giganti tedeschi
- Draghi barbuti Leatherback
- Draghi barbuti Silkback

## Distribuzione e habitat
Questa specie è diffusa in buona parte dei deserti dell'Australia centrale e orientale.

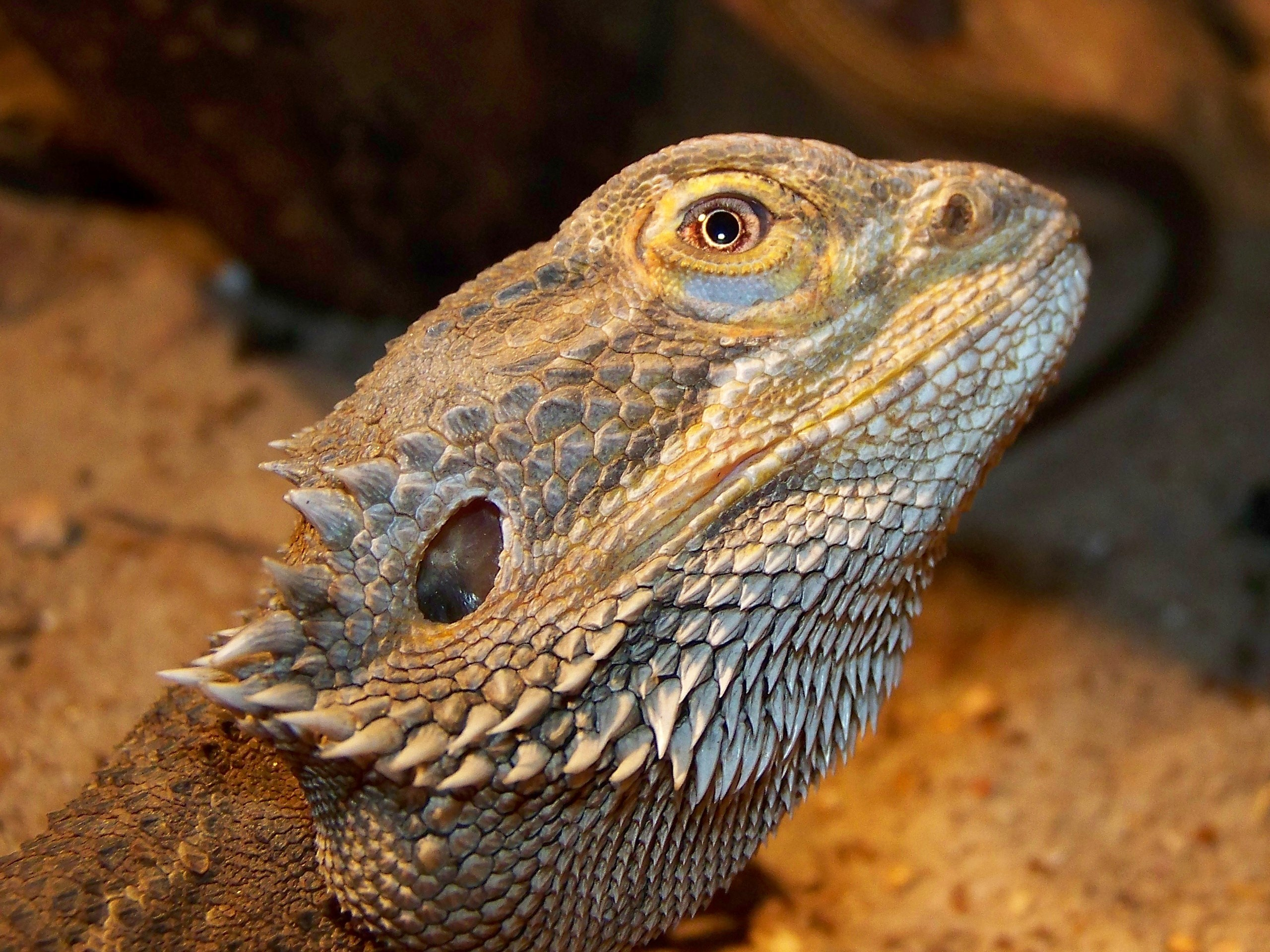
Primo piano di femmina adulta.

## Biologia

### Alimentazione
Sono lucertole onnivore; da giovani tendano ad essere per lo più insettivori, e tendono a mangiare più vegetali da adulti.

### Riproduzione

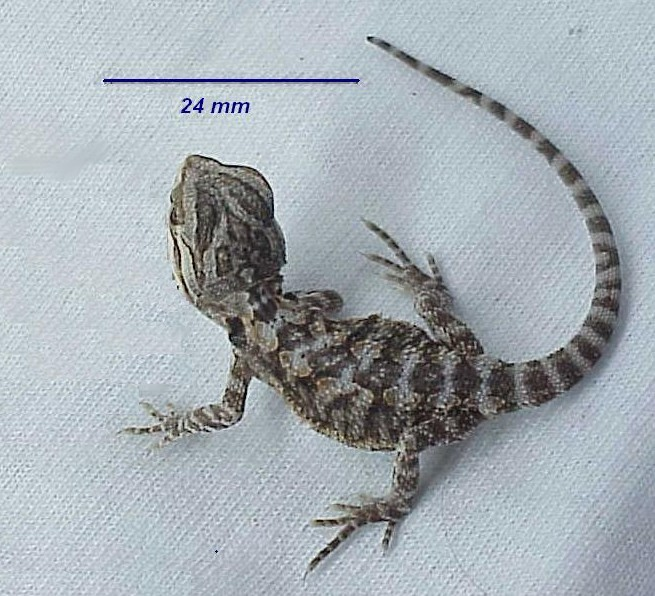
Piccolo da poco uscito dall'uovo

La maturità sessuale si raggiunge intorno agli 8-12 mesi e sarà possibile vedere chiaramente la differenza di sesso. In cattività si risveglia l'istinto sessuale sottoponendo gli animali alla brumazione.
Durante il corteggiamento, i draghi barbuti maschi espandono la barba il più possibile, si sollevano sugli arti anteriori, fanno head bobbing. La femmina può reagire in diversi modi, accettato il corteggiamento si preparerà al rapporto stendendosi a terra.
Durante il rapporto i maschi sono soliti mordere le femmine, tuttavia esse non recano alcun danno perché dotate di pelle robusta e resistente. Il rapporto dura circa un minuto e può ripetersi nell'arco della giornata.
Come la maggior parte degli animali, nel periodo degli accoppiamenti, i maschi sono molto più aggressivi e territoriali del solito.
Una volta copulato il ventre della femmina inizierà a gonfiarsi e sarà visibile già dopo una o due settimane.

## In cattività
I draghi barbuti, per la loro indole mansueta, sono molto comuni in commercio. Ad averli resi comuni nei negozi di animali, oltre la docilità, è la loro affettività (almeno apparente): infatti si abituano subito ad essere toccati, accarezzati, presi in mano o addirittura prendere il cibo dalle mani. Se in buone condizioni, possono vivere dai 12 ai 18 anni.

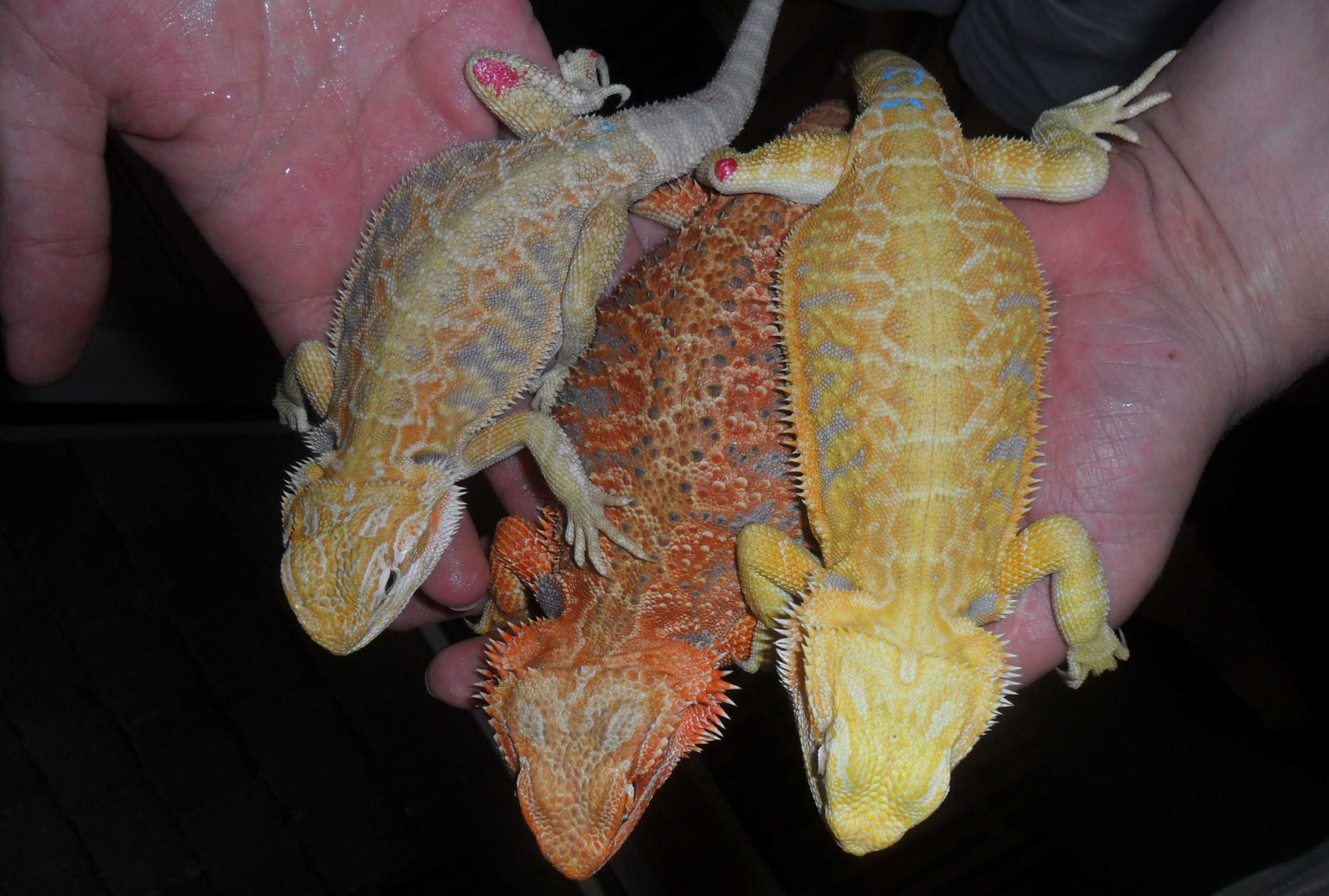
Tre Morphs di draghi barbuti, da sinistra: Citrus tiger, Red e Sunbrust

### Varietà più comuni in commercio
Data la popolarità di questi animali già a partire dagli anni '70, sono disponibili in commercio diverse forme e varietà (dette Morph):
- Ancestrale: la varietà naturale, nonché la più comune, bruno-giallastra.
- Red: dove il dorso e la testa sono quasi completamente rossi maculati di bianco e leggermente striati di azzurro.
- Bloody red: simile alla varietà Red ma più scuro.
- Ruby red: molto simile a Blood red.
- Sandifire red: giallo ocra con venature nelle zampe e nella testa rossi e striato di arancio.
- Orange: livrea quasi uniformemente arancione, striata di viola e giallo.
- Citrus tiger: livrea gialla accesa venata di azzurro, viola e arancio.
- Sunbrust: livrea quasi unicamente gialla, striata più chiara e azzurra.
- Tangerine: livrea uniformemente arancio chiaro.
- Gold: livrea uniformemente dorato scura
- Lemon fire: simile a Gold, ma molto più acceso.
- Citrus: identico a Sunbrust, ma con barba rossa.
- Sandfire gold: simile a Gold, ma più chiaro.
- Yellow: livrea gialla con macchie azzurro-violacee.
- Purple: livrea violacea con macchie e strisce bianche.
- Blue: livrea bluastra con macchie e strisce bianche.
- White: livrea quasi uniformemente bianca.
- Snow: molto simile a White, ma il bianco è solitamente più puro.
- Albino: simile a White ma con occhi rossi e corpo più rosato (varietà più rara).
- Black: livrea uniformemente nera, o simile a Natural con zampe, testa e coda neri.
- Black beard: può essere di tutte le varietà (escludendo White, Snow, Albino e Black), ma con la barba nera.
- Black tail: può essere di tutte le varietà (escludendo White, Snow, Albino e Black), ma con la coda nera.